# Donatizem
Donatizem je bilo shizmatično krščansko gibanje, ki ga je začel škof Donat v Severni Afriki. 
Zagovarjali so izredno čaščenje mučencev, medtem ko so nasprotovali centralizmu Rimskega imperija. Nauk je dokončno ovrgel sveti Avguštin.